# Kitaï-gorod
 (janvier 2010).
Si vous disposez d'ouvrages ou d'articles de référence ou si vous connaissez des sites web de qualité traitant du thème abordé ici, merci de compléter l'article en donnant les références utiles à sa vérifiabilité et en les liant à la section « Notes et références ».
Pour la station du métro de Moscou, voir Kitaï-gorod (métro de Moscou).
Kitaï-gorod (en russe : Китай-город) est un quartier d'affaires au centre de Moscou, situé dans une enceinte médiévale en grande partie reconstruite. Il est séparé du Kremlin par la place Rouge. Le quartier n'ayant pas d'habitants permanents, il est géré directement par l'administration du district administratif central depuis 2003, dont il a le statut de district municipal. 

## Nom
L'étymologie du nom est obscure. Gorod est le terme russe pour ville, et Kitaï est la forme russe de Cathay (c'est-à-dire la Chine)[réf. nécessaire]. L'étymologie populaire est en conséquence quartier chinois (Chinatown)[Interprétation personnelle ?]. L'étymologie la plus crédible serait que Kitaï dérivât d'un mot ancien désignant les pieux de bois utilisés (appelés кита, kita) lors de la construction des murailles de l'enceinte[réf. nécessaire].

## Murailles

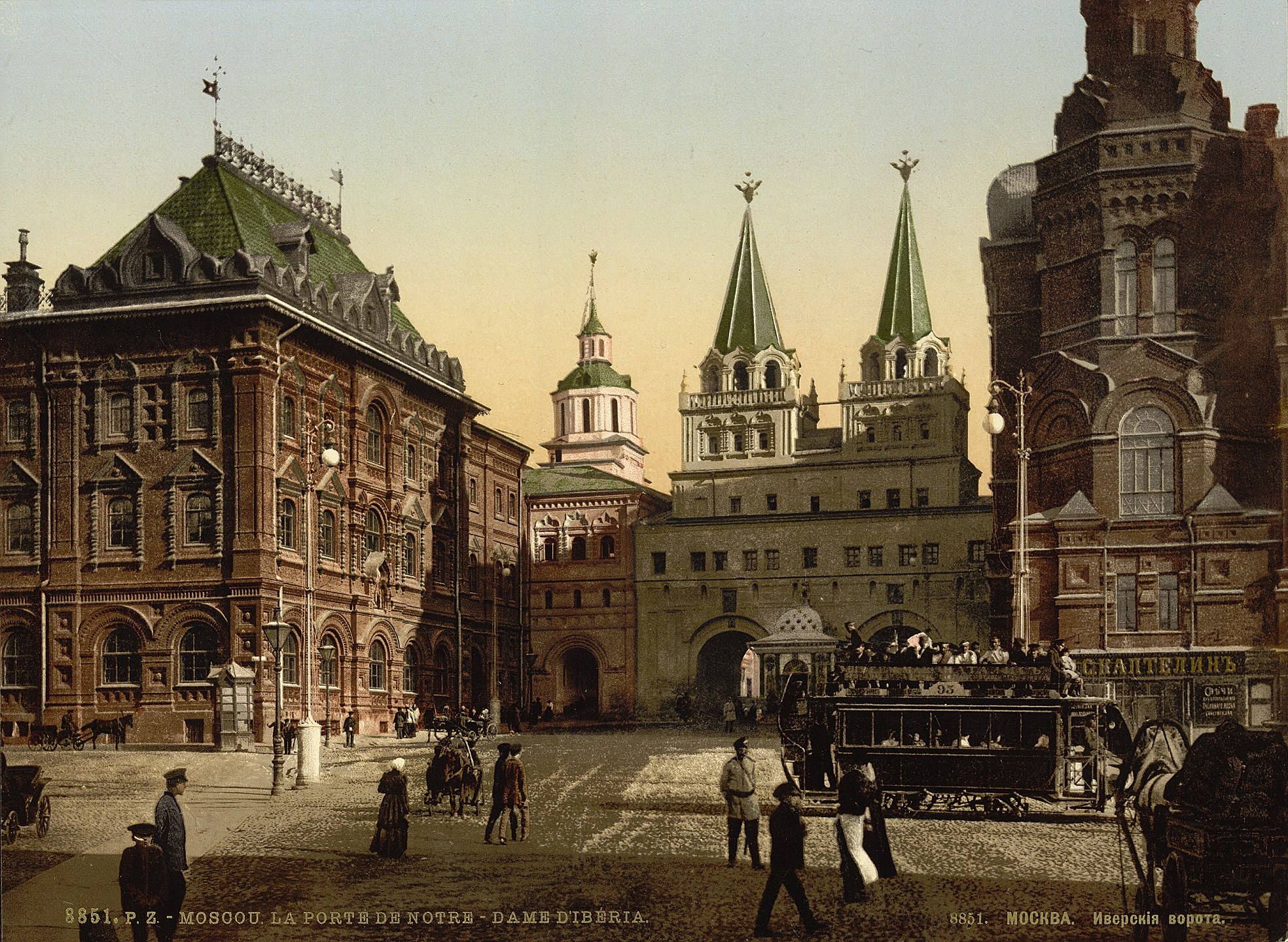
Les Portes Ivères menant à la place rouge.

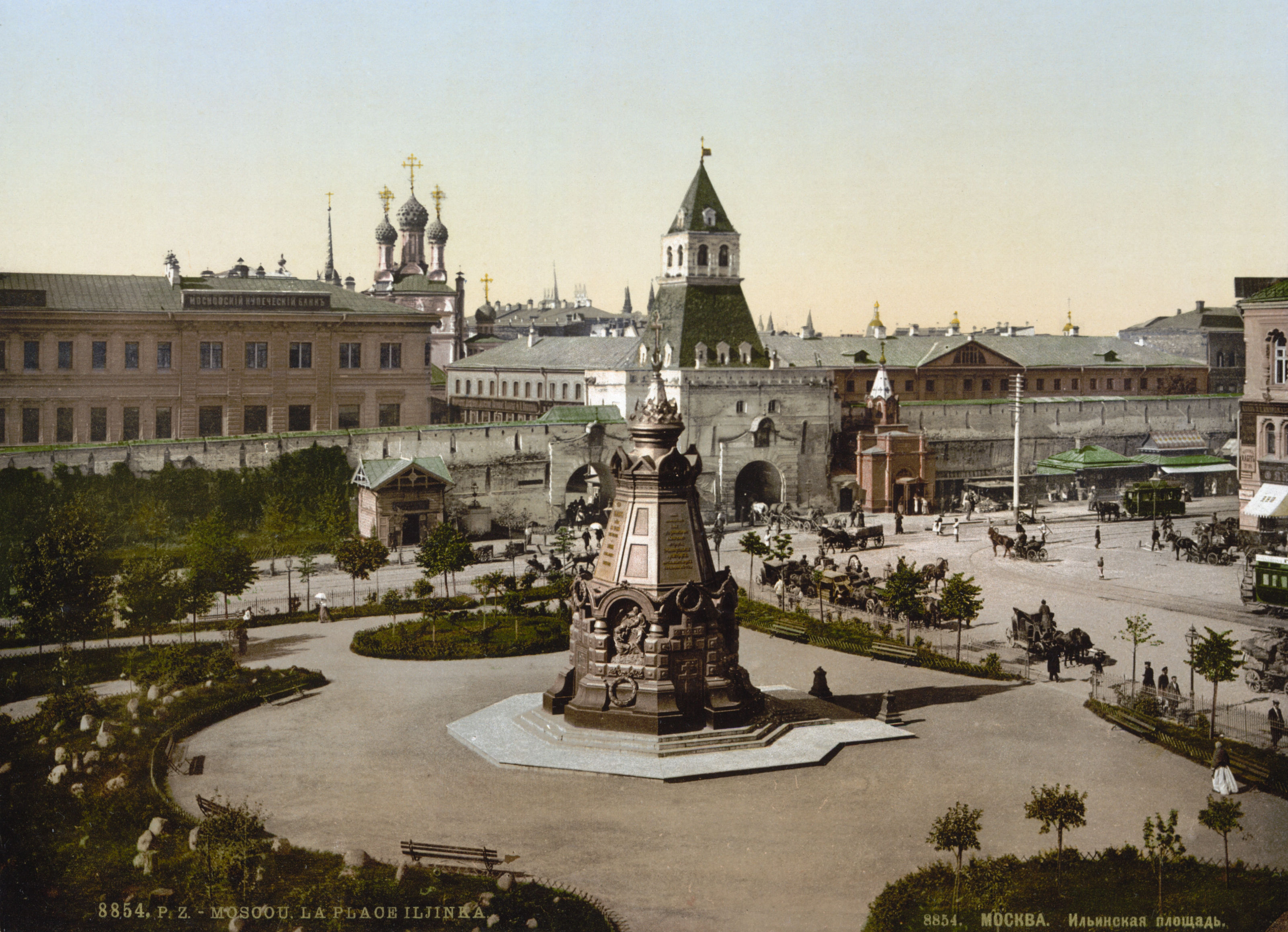
Vue des portes de Saint-Élie au XIXe siècle.

Les murailles furent érigées en 1536-1539 par un architecte italien connu sous le nom russifié de Petrok Maly et comportaient initialement treize tours et six portes. Elles étaient hautes et épaisses de six mètres en moyenne[réf. nécessaire]. La dernière tour fut détruite en 1930, mais de petites portions des murailles ont été conservées. Une section se trouve à Zariadye, l'autre derrière l'hôtel Metropol.
Le maire de Moscou, Iouri Loujkov, a un temps envisagé un projet de reconstruction complète des murailles. L'administration municipale prévoit également de fermer Kitaï-gorod à la circulation automobile. Depuis 1995, d'importants travaux de reconstruction des murailles ont eu lieu, notamment d'une tour abritant maintenant des restaurants et des bars.

## Monuments
- Le Goum (ГУМ), centre commercial dans un bâtiment de 1893 dans le style néo-russe.
- La rue Nikolskaïa (Нико́льская у́лица), ancienne route de Vladimir, de la place Rouge à la place Loubianka, sur laquelle se trouve l'imprimerie du synode (1810-1814), à l'endroit où fut imprimé le premier livre en russe en 1564.
- La rue Ilyinka (У́лица Ильи́нка), artère centrale du quartier.
- La rue Varvarka (Улица Варва́рка), ancienne route de Riazan et Vladimir.
- Zariadié (Заря́дье). Ce quartier de Kitaï-gorod entre la rue Varvarka et la Moskova a été détruit par étapes de 1930 à 1960. Seuls demeurent des bâtiments classés comme l'ancienne ambassade anglaise (1550), la résidence des Romanov (XVIe siècle) et quelques églises. L'hôtel Rossiya, érigé à cet endroit en 1967, a été rasé en 2007 pour permettre un nouveau développement du quartier, matérialisé par l'ouverture du parc Zariadié en 2017.
- 17 églises et chapelles, la plus célèbre étant la cathédrale Saint-Basile-le-Bienheureux de Moscou[2].
- Le Vieux Gostiny Dvor.